# De Pan (Katwijk)
De Pan is een buurtschap in de gemeente Katwijk in de Nederlandse provincie Zuid-Holland. Het ligt tussen in het zuidwesten van de gemeente aan de N441 tussen Katwijk aan den Rijn en Wassenaar.
In het beboste duingebied De Pan ligt de Pan van Persijn. Dit was het jachtgebied van de Heren van Persijn, wier kasteel in Wassenaar stond. Het gebied is plaatselijk bekend als het Panbos en maakt deel uit van het natuurmonument Berkheide. Vlak achter De Pan ligt nog steeds een kilometerslang deel van de Atlantikwall, op 'verboden' terrein.
Langs de weg in De Pan staan nog vele barakken 'kazernes' van voormalig Vliegkamp Valkenburg.
Katwijk aan Zee (Nieuw Zuid · Rooie Buurt) · Katwijk aan den Rijn · Katwijk-Noord · Rijnsburg · Valkenburg · Valkenhorst    Buurtschap: De Pan

Zuid-Holland: Steden en dorpen      Nederland: Provincies · Gemeenten